# Mary Astell
Mary Astell (* 12. November 1666 in Newcastle upon Tyne; † 11. Mai 1731) war eine englische Schriftstellerin, Rhetorikerin und Philosophin. Sie trat dafür ein, Frauen bei gleichrangigen Fähigkeiten dieselben Bildungschancen wie Männern zu gewähren, und forderte die Abschaffung der Ungleichheit in der Ehe. Astell gilt aufgrund dessen als „erste englische Feministin“.

## Leben
Nur wenige biografische Daten von Mary Astell sind erhalten. Wie ihre Biographin Ruth Perry erklärt, hatte sie als Frau wenig Zugang zu der Welt des Handels, der Politik oder der Justiz. Aus den öffentlichen Registern können einige wenige Informationen über ihr Leben entnommen werden; so besaß sie einige Jahre ein Haus, verfügte über ein Bankkonto und half bei der Eröffnung einer von der Wohlfahrt geförderten Schule in Chelsea. Nur vier ihrer Briefe sind erhalten, und dies nur weil sie an bedeutende Männer ihrer Zeit oder Adlige geschrieben wurden.
Mary Astell wurde am 12. November 1666 in Newcastle upon Tyne geboren. Ihre Eltern waren Peter und Mary (Errington) Astell. Ihre Eltern hatten zwei weitere Kinder, William, der schon als Kind starb, und Peter, ihren jüngeren Bruder. Sie wurde in der St.-John’s-Kirche in Newcastle getauft. Ihre Familie gehörte der höheren Mittelschicht an und lebte während Astells früher Kindheit in Newcastle. Ihr Vater, ein konservativer, royalistischer Anglikaner, unterhielt dort eine Kohlefabrik. Als Frau erhielt Astell keine formale Schulbildung, wurde jedoch von ihrem Onkel, einem ehemaligen Pfarrer namens Ralph Astell, privat unterrichtet. Er wurde von der Church of England des Amtes enthoben, nachdem er durch Alkoholismus aufgefallen war. Trotz seiner Amtsenthebung war er Angehöriger der in Cambridge ansässigen philosophischen Schule, die ihre Lehren um Philosophen wie Aristoteles, Platon und Pythagoras zentrierte. Astells Vater starb, als sie zwölf Jahre alt war, ohne ihr ein Brautgeld zu hinterlassen. Das übriggebliebene Vermögen wurde in die Ausbildung von Astells Bruder investiert, Astell und ihre Mutter zogen zu Astells Tante um.
Nach dem Tod ihrer Mutter und ihrer Tante im Jahr 1688 zog Astell nach Chelsea, London, wo sie Bekanntschaft mit einem Zirkel literarisch gebildeter und einflussreicher Frauen machte, zu denen Lady Mary Chudleigh, Elizabeth Thomas, Judith Drake, Elizabeth Elstob und Lady Mary Wortley Montagu gehörten. Sie halfen ihr bei der Entwicklung und Publikation ihrer Arbeit. Sie kannte den Erzbischof von Canterbury, William Sancroft, der für seine Wohltätigkeitsarbeit bekannt war. Sancroft half Astell finanziell und vermittelte die Verbindung zu ihrem zukünftigen Verleger. Nachdem sie sich im Jahre 1709 aus der Öffentlichkeit zurückgezogen hatte, gründete Astell eine von der Society for Promoting Christian Knowledge finanzierte Schule für Mädchen in Chelsea. Sie erstellte den Schulplan selbst, mit weiterer finanzieller Unterstützung durch ihre Förderinnen Lady Catherine Jones und Lady Elizabeth Hastings. 1727 wurde sie von Lady Catherine Jones dazu eingeladen, auf ihrem Anwesen zu leben. Dort verbrachte sie ihre letzten Jahre bis zu ihrem Tod im Jahre 1731.
Astell starb im Jahre 1731, einige Monate nach einer Amputation ihrer vom Krebs befallenen rechten Brust. In ihren letzten Tagen weigerte sie sich, ihre Bekannten zu sehen, und verblieb in einem Raum mit ihrem Sarg, nur an Gott denkend. Sie wurde auf dem Friedhof der Chelsea Church in London begraben.

## Werk und Wirkung
Astell war eine der ersten englischen Frauen, die dafür eintraten, dass Frauen genauso rational wie Männer seien und daher die gleiche Ausbildung verdienten. Ihr Serious Proposal to the Ladies for the Advancement of their True and Greatest Interest, erstmals 1694 veröffentlicht, beinhaltete den Entwurf einer Frauenakademie, in der Frauen ein Leben des Geistes führen konnten.
Im Jahre 1700 publizierte Astell Some Reflections upon Marriage. Astell kritisiert die philosophischen Grundannahmen über die Institution der Ehe im England des 17. Jahrhunderts und warnt die Frauen vor den Gefahren einer schnellen und unüberlegten Heirat. Die Herzogin von Mazarin wird als ein Beispiel für die Gefahren einer schlechten Erziehung und ungleichen Heirat herangezogen. Astell argumentiert, dass eine gute Ausbildung den Frauen helfen könne, bessere Eheentscheidungen zu treffen und den Herausforderungen des Ehelebens gewachsen zu sein.
Astell warnt davor, dass eine Ungleichheit in der Intelligenz, im Charakter und Schicksal in das Elend führen könnten, und empfiehlt, dass eine Heirat auf einer lang anhaltenden Freundschaft, im Gegensatz zu einer kurzlebigen Anziehung, basieren sollte. Eine Frau sollte nach einem Mann mit einem hohen Verständnis, einem rechtschaffenen Geist und mit einem Sinn für größtmögliche Gleichheit suchen. Astell führte diese Themen in einer Antwort auf die Kritiker in der dritten Auflage von Some Reflections upon Marriage weiter aus.
Astell blieb für ihre Fähigkeit, mit Männern und Frauen ihrer Zeit frei zu debattieren, und vor allem für ihre bahnbrechenden Methoden, die Position der Frau in der Gesellschaft neu zu verhandeln, in Erinnerung. Ihre Methode basierte nicht auf einer Festigung der Argumentation durch historische Evidenz, wie es zuvor üblich gewesen war, sondern auf der philosophischen Debatte. Ihr Denken war beeinflusst von den Arbeiten René Descartes’, insbesondere von seiner Theorie des Dualismus. Die Idee der Trennung von Geist und Körper erlaubte es Astell, die Auffassung zu verbreiten, dass Frauen genau wie Männer die Fähigkeit zur Vernunft besitzen und daher das Recht auf gleiche Behandlung haben. Diese Auffassung spiegelt sich wider in ihrer Frage: “If all Men are born Free, how is it that all Women are born Slaves?” (deutsch: „Wenn alle Männer frei geboren sind, warum sind dann alle Frauen als Sklaven geboren?“)

## Bücher

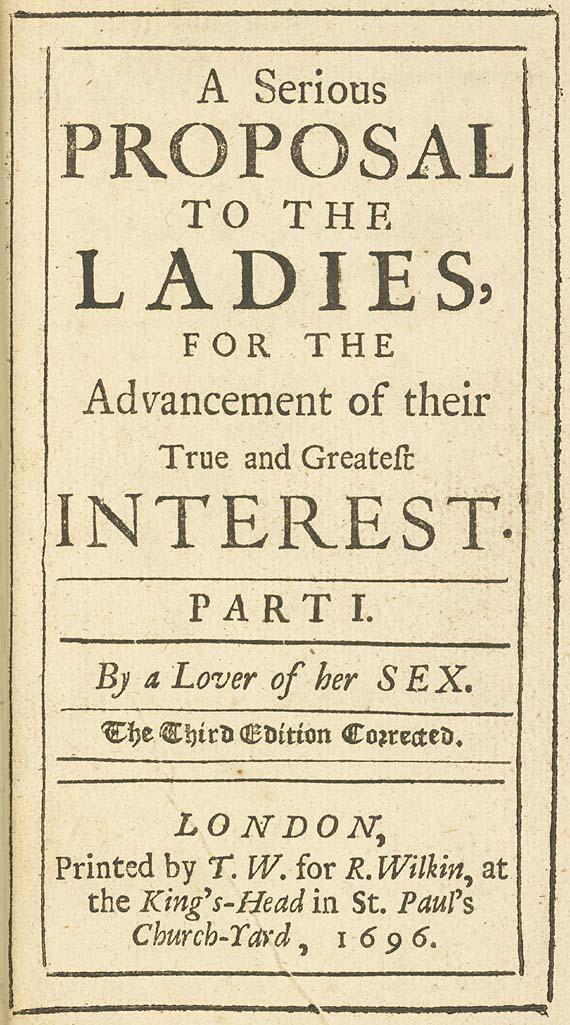
Mary Astell: A Serious Proposal. Dritte Auflage, 1696

Astells bekannteste Werke sind A Serious Proposal to the Ladies, for the Advancement of Their True and Greatest Interest (1694) und A Serious Proposal, Part II (1697). In diesen Büchern entwickelt sie ihren Plan, einen neuen Typus von Institution für Frauen zu errichten, der darin bestand, Frauen zu einer religiösen und säkularen Erziehung und Bildung zu verhelfen. Astell schlägt vor, die Karriereoptionen von Frauen über Mutter und Nonne hinaus zu erweitern. Astell wollte, dass alle Frauen die gleichen Möglichkeiten wie Männer besitzen sollten, ihr Leben mit Gott zu verbringen, und sie glaubte, dass sie darum gebildet werden müssten, um ihre Erfahrungen zu verstehen. Der Nonnen-Stil der Ausbildung, den sie vorschlug, sollte Frauen dazu verhelfen, in einer geschützten Atmosphäre ohne die Einflüsse der externen patriarchalen Gesellschaft zu leben.
Ihr Vorschlag wurde nie umgesetzt, weil Kritiker es für die englische Gesellschaft als „zu katholisch“ empfanden. Ihre Ideen wurden später von Jonathan Swift satirisch verarbeitet. Während der Schriftsteller Daniel Defoe den ersten Teil ihres Vorschlags bewunderte, glaubte er, dass ihre Empfehlungen zu unpraktisch seien. Patricia Springborg merkt an, dass Defoes eigene Empfehlung für eine Akademie für Frauen, die er in seinem Essay Upon Projects ausarbeitete, sich nicht sehr von Astells ursprünglichem Vorschlag unterschied. Astell blieb trotz der Kritik eine große intellektuelle Kraft in Londons gebildeten Klassen.
Einige Jahre später publizierte Astell den zweiten Teil von A Serious Proposal, in dem sie ihre Vision der Ausbildung von Frauen für die höfischen Damen ausführte. Sie brach mit dem zeitgenössischen rhetorischen Stil, in dem Redner vor einer Zuhörerschaft zum Zwecke der Bildung sprachen, und etablierte stattdessen einen konversationellen Stil, der die Erziehung der „Nachbarn“ als Gleichgestellte anbot. In ihrer Darstellung bot sie eine Rhetorik an, die als Kunst keine männliche Ausbildung erforderte, um gelernt werden zu können. Daher listete sie die Mittel auf, durch welche eine Frau in die Lage versetzt wurde, die notwendigen Fertigkeiten für das Erlernen der Logik zu erwerben. Dies etablierte Astell als eine fähige Rhetorikerin.
In den frühen 1690er Jahren trat Astell in Korrespondenz mit John Norris von Bemerton ein, nachdem sie Norris’ Practical Discourses upon several Divine subjects gelesen hatte. Die Briefe erleuchten Astells Gedanken über Gott und Theologie. Norris war der Ansicht, dass die Briefe publikationswürdig seien, und publizierte sie, mit Astells Einverständnis, als Letters Concerning the Love of God (1695). Ihr Name wurde in dem Buch nicht erwähnt, aber ihre Identität wurde schnell erkannt und ihr rhetorischer Stil wurde von ihren Zeitgenossen hoch gelobt.

## Werke
In deutscher Übersetzung
- Mary Astell: Die Bildung der Frauen. In: Ursula I. Meyer (Hrsg.): Die Welt der Philosophin. 3. Band. Aufklärung und revolutionärer Aufbruch. Ein-Fach-Verlag, Aachen 1997, ISBN 3-928089-18-8, S. 71–84.
- Mary Astell: Reflexionen und Vorschläge. Eine Stimme der englischen Restauration (Übersetzt und eingeleitet von Petra Altschuh-Riederer). Ein-Fach-Verlag, Aachen 2000, ISBN 3-928089-28-5.

In englischer Sprache (Original)
- A Serious Proposal to the Ladies for the Advancement of their True and Greatest Interest. By a Lover of Her Sex. 1694; Teil 1, Auszug, 1696, zitiert nach der kommentierten Ausgabe von 2002 (s. u.), S. 59–62; Teil 2, Kapitel 1, Auszug, 1697, zitiert nach der kommentierten Ausgabe von 2002, S. 127–130; Astell, Mary. A Serious Proposal to the Ladies. Hrsg. von Patricia Springborg. Peterborough: Broadview Press, 2002.
- An essay in defence of the female sex. : In which are inserted the characters of a pedant, a squire, a beau, a vertuoso, a poetaster, a city-critick, &c. in a letter to a lady, 1696
- Six familiar essays upon marriage, death, crosses in love, sickness and friendship, 1696
- Some Reflections Upon Marriage, Occasioned by the Duke and Dutchess of Mazarine’s Case; Which is Also Considered. London: Printed for John Nutt, near Stationers-Hall. 1700
- A Fair Way with Dissenters and their Patrons. Not writ by Mr. L – – – – – y, or any other Furious Jacobite, whether Clergyman or Layman; but by a very Moderate Person and Dutiful Subject to the Queen. 1704; Auszug, zitiert nach einer kommentierten Ausgabe von 1996, S. 93–94.
- An Impartial Enquiry into the Causes of Rebellion and Civil War in this Kingdom: In an examination of Dr. Kennett’s sermon, Jan 31. 1703/4. And Vindication of the Royal Martyr. 1704; Auszug, zitiert nach einer Anthologie von 2000, S. 58–59.
- The Character of the Wisest Men. Re-printed and published by the Author’s Friends. 1704
- Moderation Truly Stated: or, a review of a late pamphlet, entitul’d Moderation a virtue, or the occasional conformist justify’d from the imputation of hypocricy. Wherein this justification is further consider’d. 1704
- Letters concerning the love of God, between the author of the proposal to the ladies and Mr. John Norris: Wherein his late Discourse, shewing, That it ought to be intire and exclusive of all other Loves, is further Cleared and Justified. Published by J. Noris, M. A. Rector of Bemerton near Sarum. The second edition, corrected by the authors, with some few things added. 1705; LETTER V. To Mr. Norris, Auszug, erste Ausgabe von 1695, zitiert nach der Ausgabe von 2005, S. 87–90.
- The Christian religion, as profess’d by a daughter of the Church of England. 1705; Auszüge nach verschiedenen Ausgaben
- Reflections upon marriage. The third edition. To which is added a preface, in answer to some objections. 1706
- Bart’lemy Fair: or an enquiry after with: in which due respect is had to a letter concerning enthusiasm, to my Lord ***. By Mr. Wotton. 1709
- An enquiry after wit: wherein the trifling arguing and impious raillery of the late Earl of Shaftesbury, in his Letter concerning enthusiasm, and other profane writers, are fully answer’d and justly exposed. 1722
- (Zugeschrieben) An essay in defence of the female sex. In which are incerted the characters of a pedant, a squire, a beau, a virtuoso, a poetaster, a city-critick, &c. In a letter to a lady. Written by a lady. 1696
- (Zugeschrieben) Six familiar essays upon marriage, crosses in love, sickness, death, loyalty, and friendship, written by a lady. 1696

## Forschungsliteratur
- Therese Boos Dykeman: Mary Astell (1666–1731). In: dies. (Hrsg.): The Neglected Canon: Nine Women Philosophers. First to the Twentieth Century. Springer, Dordrecht 1999, S. 143–165.
- John A. Dussinger: Mary Astell’s Revisions of “Some Reflections upon Marriage (1730)”. In: The Papers of the Bibliographical Society of America. Band 107, 1, 2013, S. 49–79. (vertritt die These, dass Samuel Richardson eine Hand im Spiel hatte)
- Bridget Hill: The First English Feminist: “Reflections Upon Marriage” and Other Writings by Mary Astell. Gower Publishing, Aldershot 1986.
- Bridget Hill: A Refuge from Men: The Idea of a Protestant Nunnery. In: Past & Present, Nr. 117, 1987, S. 107–130.
- Regina James: Mary, Mary, Quite Contrary, Or, Mary Astell and Mary Wollstonecraft Compared. In: Studies in Eighteenth Century Culture. 5, 1976, S. 121–139.
- Joan K. Kinnaird: Mary Astell and the Conservative Contribution to English Feminism. In: Journal of British Studies. 19, 1979, S. 53–79.
- Joan K. Kinnaird: Mary Astell: Inspired by Ideas. (1668–1731). In: Dale Spender (Hrsg.): Feminist Theorists. The Womens Press, London 1983, S. 28–39.
- William Kolbrener, Michal Michelson (Hrsg.): Mary Astell: Reason, Gender, Faith. Ashgate, Aldershot 2007.
- Katherine Pepper-Smith: Beating a light and frothy mind. Mary Astells Konzeption der menschlichen Natur und ihre pädagogischen Empfehlungen. In: Astrid Deuber-Mankowsky u. a. (Hrsg.): 1789/1989. Die Revolution hat (nicht) stattgefunden. Edition Diskord, Tübingen 1989, S. 226–243.
- Ruth Perry: The Celebrated Mary Astell: An Early English Feminist. University of Chicago Press, Chicago 1986.
- Marit Rullmann: Mary Astell. In: Marit Rullmann (Hrsg.): Philosophinnen. Von der Antike bis zur Aufklärung. Suhrkamp, Frankfurt am Main 1998, S. 198–203.
- Kathrin Schlierkamp: Mind the Gap: Zum Verhältnis von Körper und Seele bei Marie le Jars de Gournay, Elisabeth von der Pfalz, Anne Conway und Mary Astell. Ein-Fach-Verlag, Aachen 2012.
- Florence M. Smith: Mary Astell. Columbia University Press, New York 1916.
- Patricia Springborg: Mary Astell (1666–1731), Political Writings. Cambridge University Press, Cambridge 1996.
- Patricia Springborg: Mary Astell and John Lockel. In: The Cambridge Companion to English Literature, 1650 to 1750. Hrsg. von Steven Zwicker. Cambridge University Press, Cambridge 1998.
- Patricia Springborg: Mary Astell: Theorist of Freedom from Domination. Cambridge University Press, Cambridge 2005.
- Kathleen M. Squadrito: Mary Astell. In: Waithe, Mary Ellen (Hrsg.): A History of Women Philosophers. Band 3. Kluwer Academics, Dordrecht 1991, S. 87–99.
- Kamille Stone Stanton: ‘Affliction, the Sincerest Friend’: Mary Astell’s Philosophy of Women’s Superiority through Martyrdoml. In: Prose Studies: History, Theory, Criticism. 29, 2007, S. 104–114.
- Christine Sutherland: The Eloquence of Mary Astell. University of Calgary Press, Calgary 2005.
- Simone Webb: Mary Astell, in: Rebecca Buxton & Lisa Whiting (Hrsg.): Philosophinnen - Von Hypatia bis Angela Davis: Herausragende Frauen der Philosophiegeschichte, mairisch Verlag 2021, ISBN 978-3-948722-03-6; Taschenbuchausgabe im Reclam Verlag 2024, ISBN 978-3-15-011459-9.